# Indianapolis 500 2008
Das Indianapolis 500 in der IndyCar-Series-Saison 2008 war die 92. Ausgabe des Rundstreckenrennens auf dem Indianapolis Motor Speedway, welches in der IndyCar-Series-Saison 2008 stattfand. Das fünfte Rennen der Saison wurde am 25. Mai 2008 abgehalten. In Deutschland wurde das Rennen von Premiere Sport live übertragen. Vor allem durch den Zusammenschluss der Indy Racing League und der Champ Car wurde ein enorm hohes Starterfeld erwartet. Die Vermutung wurde jedoch mit einem durchschnittlichen Starterfeld widerlegt. Das Preisgeld, welches dem Sieger Scott Dixon zustand, lag bei bisher unerreichten 2,5 Millionen Dollar. Die Gewinnsumme für alle Fahrer lag bei insgesamt 13,4 Millionen Dollar.

## Erste Trainingswoche

### Indianapolis Star Opening Day presents the Unsers/Rookie Orientation

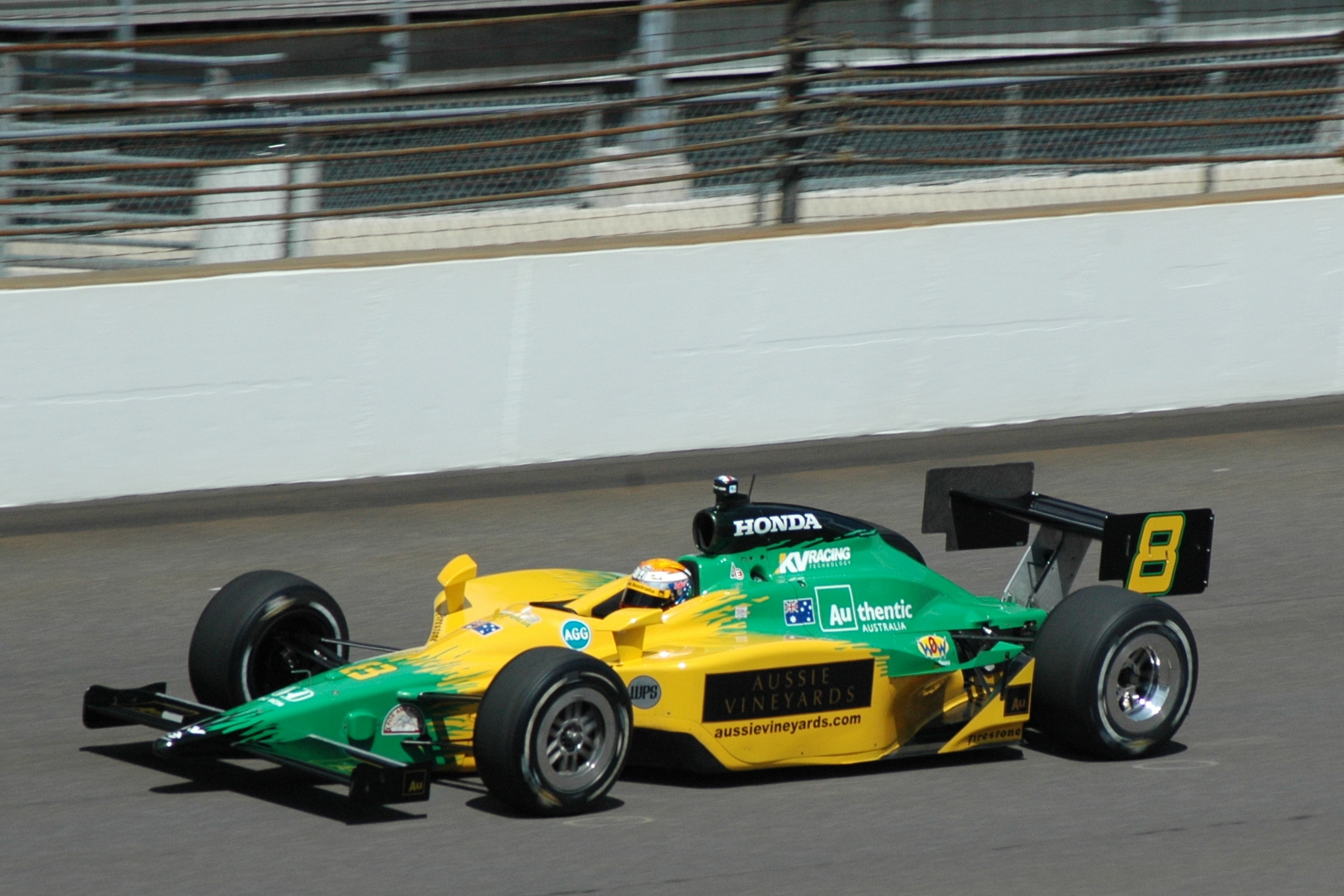
Will Power in Indianapolis (2008)

| 4. Mai 2008 – Beste Trainingsplatzierungen | 4. Mai 2008 – Beste Trainingsplatzierungen | 4. Mai 2008 – Beste Trainingsplatzierungen | 4. Mai 2008 – Beste Trainingsplatzierungen | 4. Mai 2008 – Beste Trainingsplatzierungen   |
| Platz                                      | Wagen- Nr.                                 | Fahrer                                     | Team                                       | höchste Durchschnitts- geschwindigkeit (mph) |
| ------------------------------------------ | ------------------------------------------ | ------------------------------------------ | ------------------------------------------ | -------------------------------------------- |
| 1                                          | 8                                          | Will Power                                 | KV Racing                                  | 220,694                                      |
| 2                                          | 33                                         | E. J. Viso                                 | HVM Racing                                 | 220,445                                      |
| 3                                          | 5                                          | Oriol Servià                               | KV Racing                                  | 220,102                                      |
| 4                                          | 16                                         | Alex Lloyd                                 | Rahal Letterman Racing w/ CGR              | 219,964                                      |
| 5                                          | 27                                         | Hideki Mutoh                               | Andretti Green Racing                      | 219,824                                      |
| Offizieller Bericht                        |                                            |                                            |                                            |                                              |

### Einführung der Neulinge
| 5. Mai 2008 – Beste Trainingsplatzierungen | 5. Mai 2008 – Beste Trainingsplatzierungen | 5. Mai 2008 – Beste Trainingsplatzierungen | 5. Mai 2008 – Beste Trainingsplatzierungen | 5. Mai 2008 – Beste Trainingsplatzierungen   |
| Platz                                      | Wagen- Nr.                                 | Fahrer                                     | Team                                       | höchste Durchschnitts- geschwindigkeit (mph) |
| ------------------------------------------ | ------------------------------------------ | ------------------------------------------ | ------------------------------------------ | -------------------------------------------- |
| 1                                          | 16                                         | Alex Lloyd                                 | Rahal Letterman Racing w/ CGR              | 223,033                                      |
| 2                                          | 27                                         | Hideki Mutoh                               | Andretti Green Racing                      | 222,600                                      |
| 3                                          | 8                                          | Will Power                                 | KV Racing                                  | 222,267                                      |
| 4                                          | 5                                          | Oriol Servià                               | KV Racing                                  | 222,089                                      |
| 5                                          | 06                                         | Graham Rahal                               | Newman/Haas/Lanigan Racing                 | 221,155                                      |
| Offizieller Bericht                        |                                            |                                            |                                            |                                              |

### Indy-Car-Series-Trainings

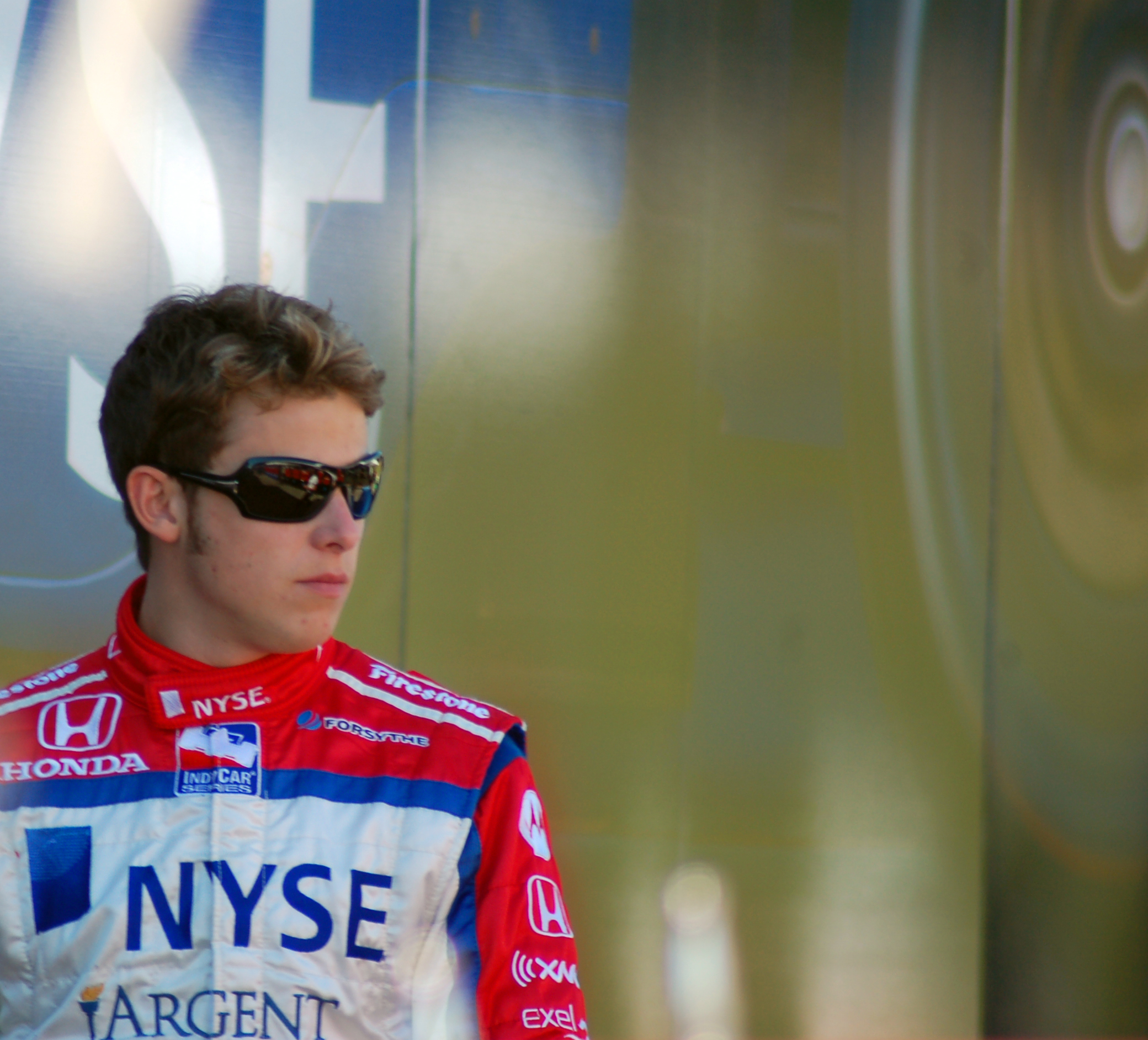
Marco Andretti dominierte die erste Trainingswoche

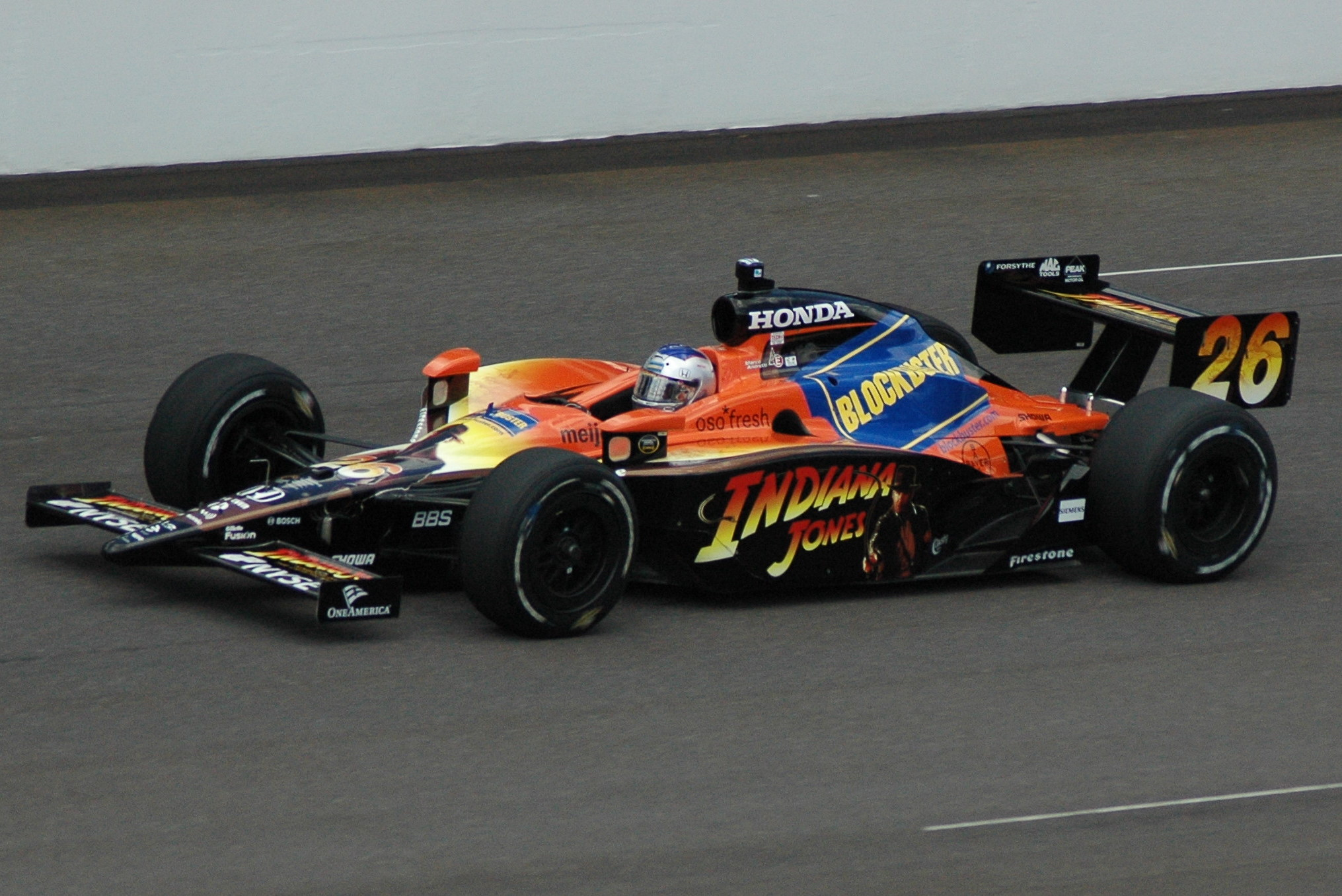
Andrettis Wagen mit Indiana-Jones-Speziallackierung

| Platz                                                            | Wagen- Nr.                                 | Fahrer                                     | Team                                       | höchste Durchschnitts- geschwindigkeit (mph) |
| 6. Mai 2008 – Beste Trainingsplatzierungen                       | 6. Mai 2008 – Beste Trainingsplatzierungen | 6. Mai 2008 – Beste Trainingsplatzierungen | 6. Mai 2008 – Beste Trainingsplatzierungen | 6. Mai 2008 – Beste Trainingsplatzierungen   |
| ---------------------------------------------------------------- | ------------------------------------------ | ------------------------------------------ | ------------------------------------------ | -------------------------------------------- |
| 1                                                                | 26                                         | Marco Andretti                             | Andretti Green Racing                      | 226,599                                      |
| 2                                                                | 11                                         | Tony Kanaan                                | Andretti Green Racing                      | 225,269                                      |
| 3                                                                | 9                                          | Scott Dixon                                | Chip Ganassi Racing                        | 225,011                                      |
| 4                                                                | 6                                          | Ryan Briscoe                               | Penske Racing                              | 224,804                                      |
| 5                                                                | 10                                         | Dan Wheldon                                | Chip Ganassi Racing                        | 224,727                                      |
| Offizieller Bericht                                              |                                            |                                            |                                            |                                              |
| Die Trainingseinheiten am 7. und 8. Mai fielen wegen Regens aus. |                                            |                                            |                                            |                                              |
| 9. Mai 2008 – Beste Trainingsplatzierungen                       |                                            |                                            |                                            |                                              |
| 1                                                                | 9                                          | Scott Dixon                                | Chip Ganassi Racing                        | 226,968                                      |
| 2                                                                | 26                                         | Marco Andretti                             | Andretti Green Racing                      | 226,710                                      |
| 3                                                                | 11                                         | Tony Kanaan                                | Andretti Green Racing                      | 226,688                                      |
| 4                                                                | 6                                          | Ryan Briscoe                               | Penske Racing                              | 226,143                                      |
| 5                                                                | 27                                         | Hideki Mutoh                               | Andretti Green Racing                      | 225,990                                      |
| Offizieller Bericht                                              |                                            |                                            |                                            |                                              |
| 10. Mai 2008 – Beste Trainingsplatzierungen                      |                                            |                                            |                                            |                                              |
| Platz                                                            | Wagen- Nr.                                 | Fahrer                                     | Team                                       | höchste Durchschnitts- geschwindigkeit (mph) |
| 1                                                                | 26                                         | Marco Andretti                             | Andretti Green Racing                      | 228,318                                      |
| 2                                                                | 10                                         | Dan Wheldon                                | Chip Ganassi Racing                        | 227,223                                      |
| 3                                                                | 6                                          | Ryan Briscoe                               | Penske Racing                              | 227,163                                      |
| 4                                                                | 9                                          | Scott Dixon                                | Chip Ganassi Racing                        | 227,055                                      |
| 5                                                                | 12                                         | Tomas Scheckter                            | Luczo Dragon Racing                        | 227,015                                      |
| Offizieller Bericht                                              |                                            |                                            |                                            |                                              |

## Qualifikation (1–11)

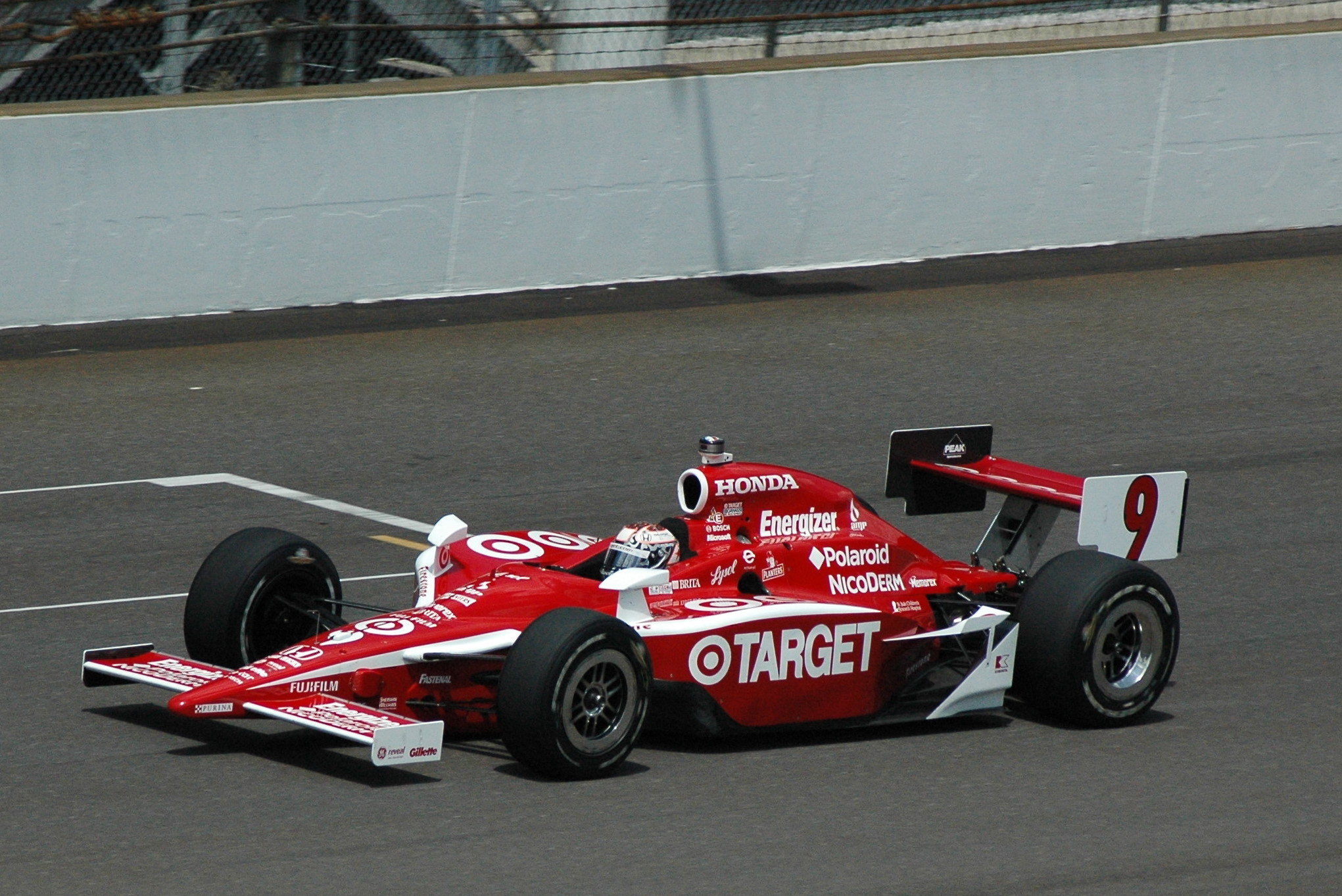
Scott Dixon fährt sich die Pole ein.

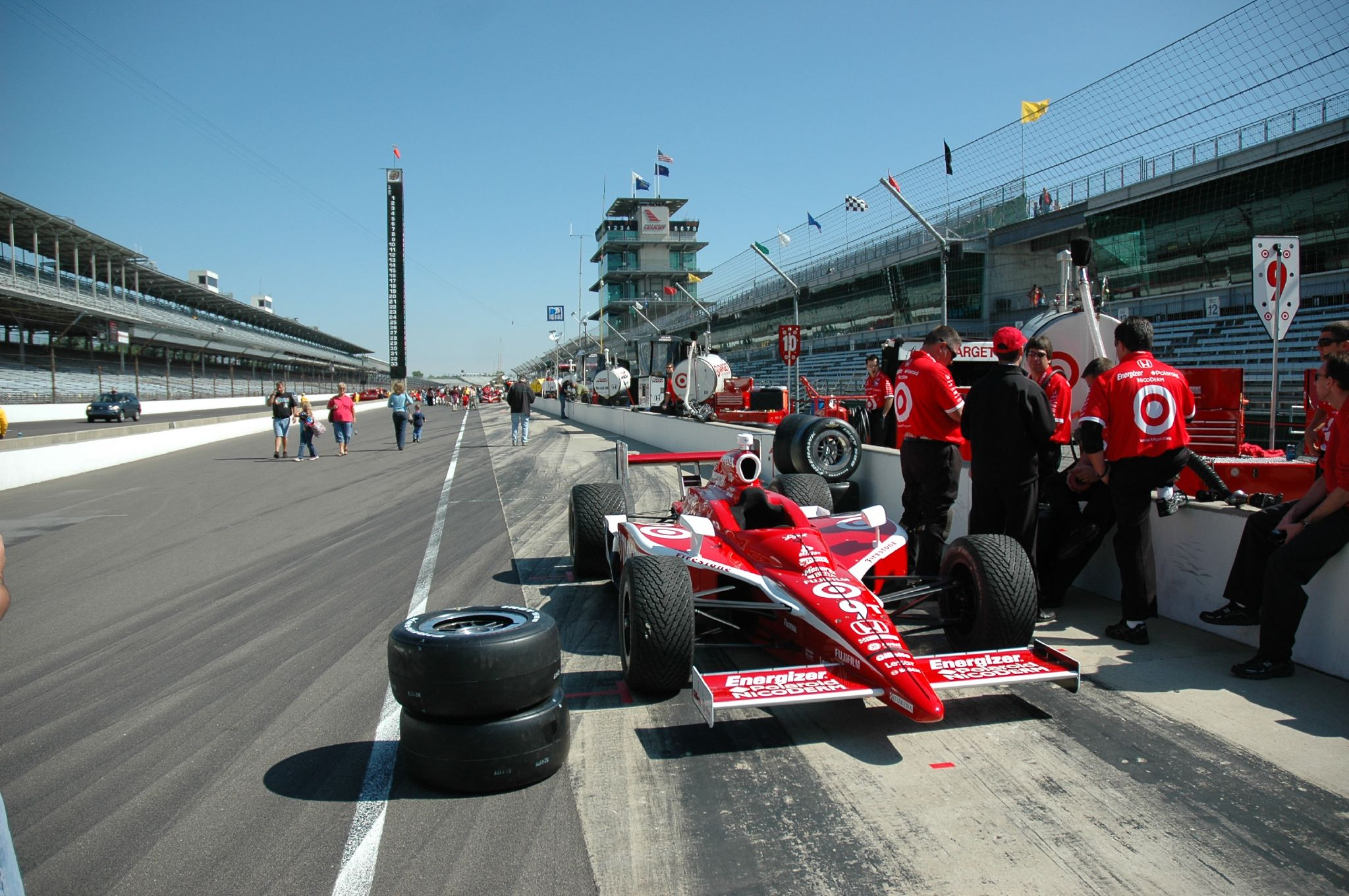
Wheldon fuhr sich Platz zwei ein

Der erste „Pole Day“ zur Vergabe der ersten zehn Startpositionen wurde am 10. Mai abgehalten. Die Vergabe der Ränge zwölf bis 22 konnte am darauf folgenden Sonntag wegen Regens nicht stattfinden, was die Veranstalter zwang die Startplätze der restlichen 33 Teilnehmer am Sonntag, den 17. Mai zu vergeben. Dies benachteiligte vor allem die Rookies, da diese durch die mehreren Ausfälle nur sehr wenig Streckenerfahrungen sammeln konnten.
| 1                   | 9  | Scott Dixon       | Chip Ganassi Racing   | 226,366 |
| 2                   | 10 | Dan Wheldon       | Chip Ganassi Racing   | 226,110 |
| 3                   | 6  | Ryan Briscoe      | Penske Racing         | 226,080 |
| 4                   | 3  | Hélio Castroneves | Penske Racing         | 225,733 |
| 5                   | 7  | Danica Patrick    | Andretti Green Racing | 225,197 |
| 6                   | 11 | Tony Kanaan       | Andretti Green Racing | 224,794 |
| 7                   | 26 | Marco Andretti    | Andretti Green Racing | 224,417 |
| 8                   | 4T | Vítor Meira       | Panther Racing        | 224,346 |
| 9                   | 27 | Hideki Mutoh      | Andretti Green Racing | 223,887 |
| 10                  | 20 | Ed Carpenter      | Vision Racing         | 223,835 |
| 11                  | 12 | Tomas Scheckter   | Luczo Dragon Racing   | 223,496 |
| Offizieller Bericht |    |                   |                       |         |

## Zweite Trainingswoche

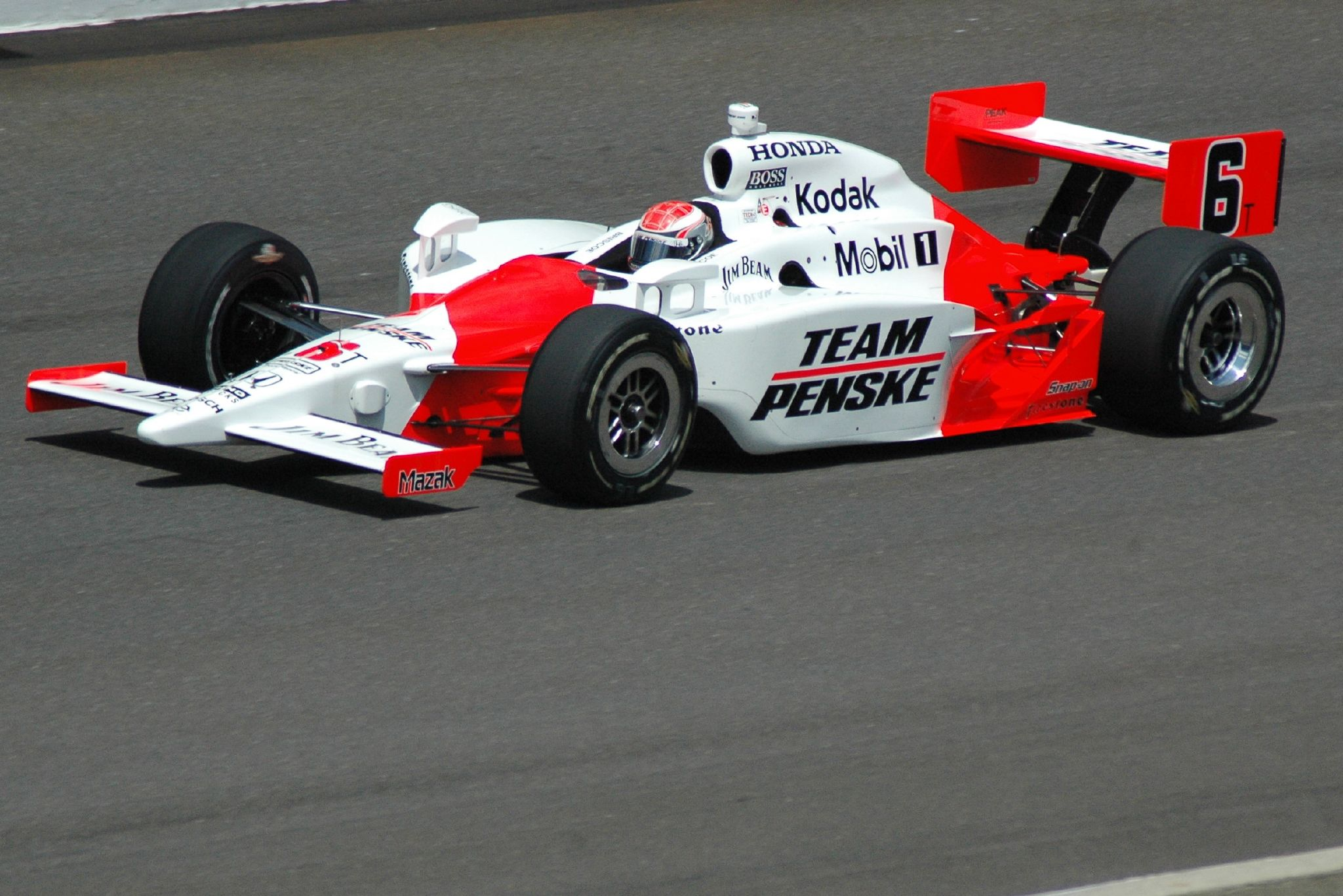
Ryan Briscoe in Indianapolis 2008

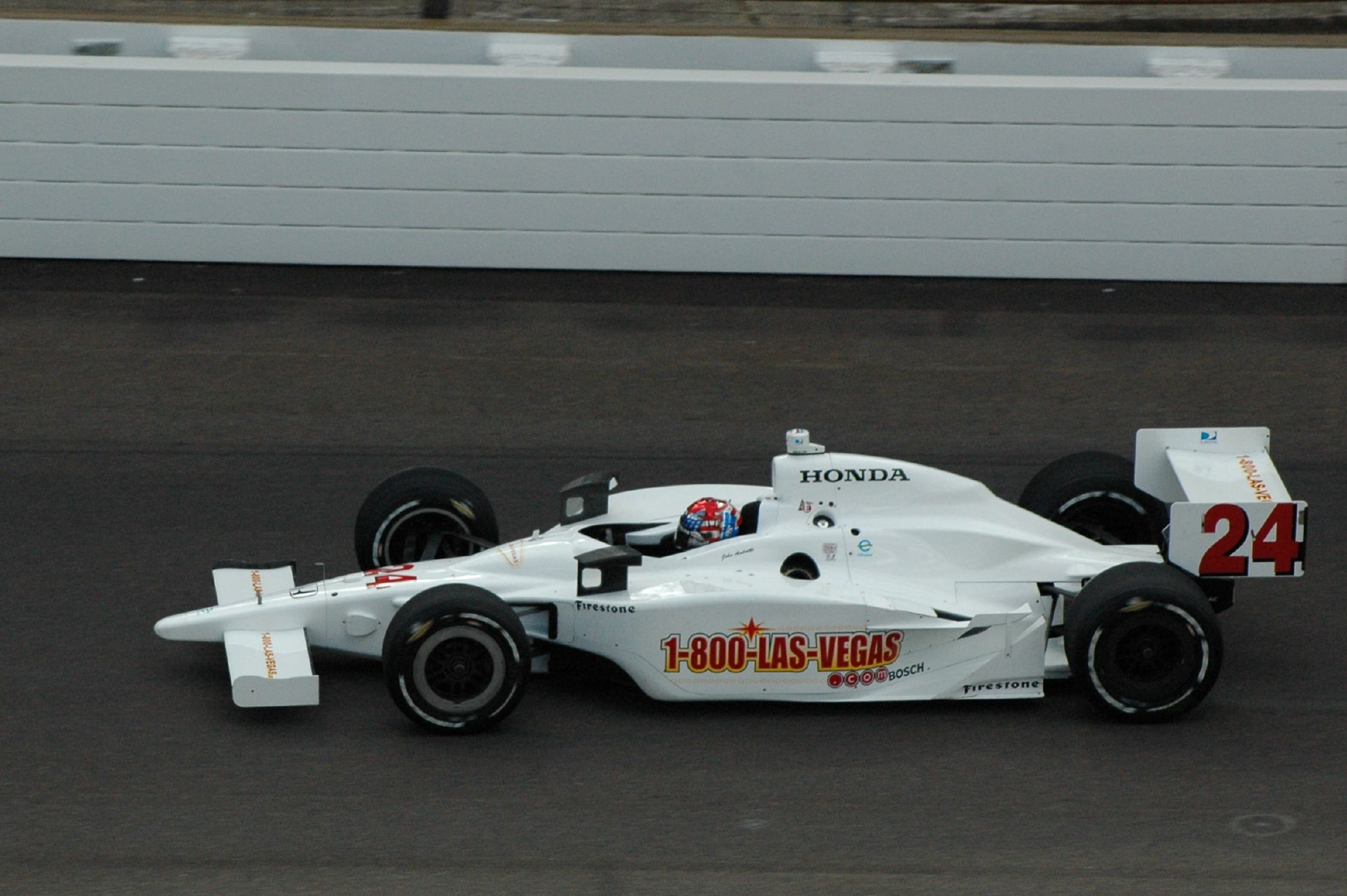
John Andretti fuhr am 17. Mai 2008 die besten Trainingszeiten ein

| Platz                                       | Wagen- Nr.                                  | Fahrer                                      | Team                                        | höchste Durchschnitts- geschwindigkeit (mph) |                                             |                                             |                                             |                                             |
| 14. Mai 2008 – Beste Trainingsplatzierungen | 14. Mai 2008 – Beste Trainingsplatzierungen | 14. Mai 2008 – Beste Trainingsplatzierungen | 14. Mai 2008 – Beste Trainingsplatzierungen | 14. Mai 2008 – Beste Trainingsplatzierungen  | 14. Mai 2008 – Beste Trainingsplatzierungen | 14. Mai 2008 – Beste Trainingsplatzierungen | 14. Mai 2008 – Beste Trainingsplatzierungen | 14. Mai 2008 – Beste Trainingsplatzierungen |
| ------------------------------------------- | ------------------------------------------- | ------------------------------------------- | ------------------------------------------- | -------------------------------------------- | ------------------------------------------- | ------------------------------------------- | ------------------------------------------- | ------------------------------------------- |
| 1                                           | 9                                           | Scott Dixon                                 | Chip Ganassi Racing                         | 222,834                                      |                                             |                                             |                                             |                                             |
| 2                                           | 10                                          | Dan Wheldon                                 | Chip Ganassi Racing                         | 222,810                                      |                                             |                                             |                                             |                                             |
| 3                                           | 26                                          | Marco Andretti                              | Andretti Green Racing                       | 222,801                                      |                                             |                                             |                                             |                                             |
| 4                                           | 27                                          | Hideki Mutoh                                | Andretti Green Racing                       | 221,868                                      |                                             |                                             |                                             |                                             |
| 5                                           | 7                                           | Danica Patrick                              | Andretti Green Racing                       | 221,683                                      |                                             |                                             |                                             |                                             |
| Offizieller Bericht                         |                                             |                                             |                                             |                                              |                                             |                                             |                                             |                                             |
| 15. Mai 2008 – Beste Trainingsplatzierungen |                                             |                                             |                                             |                                              |                                             |                                             |                                             |                                             |
| 1                                           | 6                                           | Ryan Briscoe                                | Penske Racing                               | 223,708                                      |                                             |                                             |                                             |                                             |
| 2                                           | 3                                           | Hélio Castroneves                           | Penske Racing                               | 223,284                                      |                                             |                                             |                                             |                                             |
| 3                                           | 9                                           | Scott Dixon                                 | Chip Ganassi Racing                         | 223,192                                      |                                             |                                             |                                             |                                             |
| 4                                           | 11                                          | Tony Kanaan                                 | Andretti Green Racing                       | 222,880                                      |                                             |                                             |                                             |                                             |
| 5                                           | 12                                          | Tomas Scheckter                             | Luczo Dragon Racing                         | 222,804                                      |                                             |                                             |                                             |                                             |
| Offizieller Bericht                         |                                             |                                             |                                             |                                              |                                             |                                             |                                             |                                             |
| 16. Mai 2008 – Beste Trainingsplatzierungen |                                             |                                             |                                             |                                              |                                             |                                             |                                             |                                             |
| 1                                           | 9                                           | Scott Dixon                                 | Chip Ganassi Racing                         | 223,713                                      |                                             |                                             |                                             |                                             |
| 2                                           | 3                                           | Hélio Castroneves                           | Penske Racing                               | 223,411                                      |                                             |                                             |                                             |                                             |
| 3                                           | 6                                           | Ryan Briscoe                                | Penske Racing                               | 223,372                                      |                                             |                                             |                                             |                                             |
| 4                                           | 8                                           | Will Power                                  | KV Racing                                   | 223,039                                      |                                             |                                             |                                             |                                             |
| 5                                           | 06                                          | Graham Rahal                                | Newman/Haas/Lanigan Racing                  | 222,959                                      |                                             |                                             |                                             |                                             |
| Offizieller Bericht                         |                                             |                                             |                                             |                                              |                                             |                                             |                                             |                                             |
| 17. Mai 2008 – Beste Trainingsplatzierungen |                                             |                                             |                                             |                                              |                                             |                                             |                                             |                                             |
| 1                                           | 24                                          | John Andretti                               | Roth Racing                                 | 224,027                                      |                                             |                                             |                                             |                                             |
| 2                                           | 18                                          | Bruno Junqueira                             | Dale Coyne Racing                           | 223,683                                      |                                             |                                             |                                             |                                             |
| 3                                           | 22                                          | Davey Hamilton                              | Vision Racing                               | 223,638                                      |                                             |                                             |                                             |                                             |
| 4                                           | 15                                          | Buddy Rice                                  | Dreyer & Reinbold Racing                    | 223,557                                      |                                             |                                             |                                             |                                             |
| 5                                           | 99                                          | Townsend Bell                               | Dreyer & Reinbold Racing                    | 222,499                                      |                                             |                                             |                                             |                                             |
| Offizieller Bericht                         |                                             |                                             |                                             |                                              |                                             |                                             |                                             |                                             |

## Qualifikation (12–33)
Die eigentlich dritte Qualifikationssession bescherte drei Unfälle von Mario Domínguez, Max Papis und Phil Giebler. Erstere waren nur wenig betroffen, Giebler jedoch machte eine 90-Grad-Drehung und flog rücklings in die Safer-Barrier ab. Der Fahrer erlitt eine Lungenquetschung, das Auto einen beinahen Totalschaden.
Einen Bump gab es an diesem Tag noch nicht, da sich nur genau 22 weitere Fahrer zu qualifizieren versuchten. Bei AJ Foyt IV gab es technische Probleme und die weiteren Kandidaten waren zumeist gar nicht anwesend. Da beides zum Zeitpunkt des einzigen Qualifikationsversuches von Marty Roth bereits bekannt war, war bei diesem die Zeit irrelevant, er musste noch durchkommen.
| 12                  | 99 | Townsend Bell    | Dreyer & Reinbold Racing        | 222,539 |
| 13                  | 06 | Graham Rahal     | Newman/Haas/Lanigan Racing      | 222,531 |
| 14                  | 14 | Darren Manning   | A. J. Foyt Enterprises          | 222,430 |
| 15                  | 18 | Bruno Junqueira  | Dale Coyne Racing               | 222,330 |
| 16                  | 02 | Justin Wilson    | Newman/Haas/Lanigan Racing      | 222,267 |
| 17                  | 15 | Buddy Rice       | Dreyer & Reinbold Racing        | 222,101 |
| 18                  | 22 | Davey Hamilton   | Vision Racing                   | 222,017 |
| 19                  | 16 | Alex Lloyd       | Rahal Letterman Racing w/ CGR   | 221,788 |
| 20                  | 17 | Ryan Hunter-Reay | Rahal Letterman Racing          | 221,579 |
| 21                  | 24 | John Andretti    | Roth Racing                     | 221,550 |
| 22                  | 67 | Sarah Fisher     | Sarah Fisher Racing             | 221,246 |
| 23                  | 8  | Will Power       | KV Racing                       | 221,136 |
| 24                  | 41 | Jeff Simmons     | A. J. Foyt Enterprises          | 221,103 |
| 25                  | 5  | Oriol Servià     | KV Racing                       | 220,767 |
| 26                  | 33 | Ernesto Viso     | HVM Racing                      | 220,356 |
| 27                  | 23 | Milka Duno       | Dreyer & Reinbold Racing        | 220,305 |
| 28                  | 19 | Mario Moraes     | Dale Coyne Racing               | 219,716 |
| 29                  | 36 | Enrique Bernoldi | Conquest Racing                 | 219,422 |
| 30                  | 34 | Jaime Camara     | Conquest Racing                 | 219,345 |
| 31                  | 98 | Roger Yasukawa   | CURB/Agajanian/Beck Motorsports | 218,010 |
| 32                  | 91 | Buddy Lazier     | Hemelgarn Racing                | 217,939 |
| 33                  | 25 | Marty Roth       | Roth Racing                     | 215,506 |
| Offizieller Bericht |    |                  |                                 |         |

## Bump Day
An diesem Tag sollten sechs Fahrer versuchen, sich zu qualifizieren. American Dream Motorsport tauchte nach dem Unfall von Phil Giebler nicht mehr auf, obgleich man ein zweites Auto gehabt hätte. Da das Team wenig später auch seine Aktivitäten in der Indy Lights Series einstellte, muss hier von finanziellen Gründen ausgegangen werden.
Die verbliebenen Fahrer hatten sehr unterschiedliche Voraussetzungen:
- AJ Foyt IV gehört zu den etablierten Fahrern der Serie, wenn auch nicht zur absoluten Spitze. Dass das Auto bisher nicht qualifiziert war, war ziemlich eindeutig technischen Problemen beim vorherigen Training zuzuschreiben. Seine beiden Teamkollegen waren auf den Plätzen 10 (Ed Carpenter) und 18 (Davey Hamilton) klar qualifiziert. Erwartungsgemäß qualifizierte er sich bereits zu Beginn der Session. Hierbei wurde jedoch bereits klar, dass das windige Wetter keine Wunderzeiten erlauben würde – er war 11 km/h langsamer als die Pole und wäre auch am vorherigen Qualifikationstag nur auf Startplatz 31 gelandet.
- Buddy Lazier ist ein ehemaliger Indy500-Gewinner, jedoch war Hemelgarn Racing 2008 nur bei diesem einen Rennen am Start, wodurch das Traditionsteam mit der Leistungsdichte zu kämpfen hatte.
- Marty Roth fährt die komplette Saison in seinem eigenen Team, welches jedoch eher bescheiden finanziert ist und Sponsoren nur von Rennen zu Rennen gewinnen kann. Sein Teamkollege John Andretti war als 21. klar qualifiziert, hat aber wesentlich mehr Erfahrung; Roth konnte daher nicht an Andrettis Zeiten anknüpfen, der selbst am letzten Tag im freien Training schnellere Rundenzeiten fuhr.
- Roger Yasukawa und Beck Motorsports waren zuvor nur beim Rennen in Motegi, Japan am Start. Hier war man das gesamte Wochenende über das klar langsamste Auto – ein wegen Regens abgesagtes Qualifikationstraining tat hier sein Übriges. In Indy war man hingegen halbwegs in der Lage, mit dem Hinterfeld mitzuhalten, konnte sich jedoch letzten Endes knapp nicht qualifizieren.
- Mario Dominguez und Pacific Coast Motorsports sind eines der ehemaligen ChampCar-Teams, jedoch beim Indy 500 zum ersten Mal am Start. Es gab also keinerlei Erfahrung mit dem Dallara-Chassis und man hatte überhaupt seit längerem keine Oval-Rennen mehr bestritten. Der unmittelbar vor Ablauf der Zeit begonnene letzte Qualifikationsversuch sah dennoch zunächst nach einer Sensation aus. In der ersten der vier fliegenden Runden war Dominguez mit 219,7 mph die mit Abstand schnellste Runde eines Qualifikanten an diesem Tage gelungen; in der zweiten Runde verlor er jedoch die Kontrolle über seinen Wagen und landete in der Streckenbegrenzung.
- Max Papis und Sam Schmidt Racing waren, ähnlich wie Hemelgarn, nur bei diesem Event am Start und hatten zudem mit technischen Problemen zu kämpfen. Das Team fuhr keine einzige Runde, die auch nur ansatzweise für die Qualifikation gereicht hätte; das beste waren 216,3 mph.

| Platz | Wagen- Nr.                                  | Fahrer                                      | Team                                        | höchste Durchschnitts- geschwindigkeit (mph) |                                             |                                             |                                             |                                             |
| 18. Mai 2008 – Beste Trainingsplatzierungen                                                               | 18. Mai 2008 – Beste Trainingsplatzierungen | 18. Mai 2008 – Beste Trainingsplatzierungen | 18. Mai 2008 – Beste Trainingsplatzierungen | 18. Mai 2008 – Beste Trainingsplatzierungen  | 18. Mai 2008 – Beste Trainingsplatzierungen | 18. Mai 2008 – Beste Trainingsplatzierungen | 18. Mai 2008 – Beste Trainingsplatzierungen | 18. Mai 2008 – Beste Trainingsplatzierungen |
| --- | ------------------------------------------- | ------------------------------------------- | ------------------------------------------- | -------------------------------------------- | ------------------------------------------- | ------------------------------------------- | ------------------------------------------- | ------------------------------------------- |
| 1 | 9                                           | Scott Dixon                                 | Chip Ganassi Racing                         | 221,514                                      |                                             |                                             |                                             |                                             |
| 2 | 10                                          | Dan Wheldon                                 | Chip Ganassi Racing                         | 220,653                                      |                                             |                                             |                                             |                                             |
| 3 | 06                                          | Graham Rahal                                | Newman/Haas/Lanigan Racing                  | 220,627                                      |                                             |                                             |                                             |                                             |
| 4 | 24                                          | John Andretti                               | Roth Racing                                 | 219,836                                      |                                             |                                             |                                             |                                             |
| 5 | 96                                          | Mario Domínguez                             | Pacific Coast Motorsports                   | 219,780                                      |                                             |                                             |                                             |                                             |
| Offizieller Bericht                                                                                       |                                             |                                             |                                             |                                              |                                             |                                             |                                             |                                             |
| 18. Mai 2008 – Bump Day: Qualifikationsergebnisse                                                         |                                             |                                             |                                             |                                              |                                             |                                             |                                             |                                             |
| 31 | 2                                           | A. J. Foyt IV                               | Vision Racing                               | 219,184                                      |                                             |                                             |                                             |                                             |
| 32 | 91                                          | Buddy Lazier                                | Hemelgarn Racing                            | 219,015                                      |                                             |                                             |                                             |                                             |
| 33 | 25                                          | Marty Roth                                  | Roth Racing                                 | 218,965                                      |                                             |                                             |                                             |                                             |
| Offizieller Bericht                                                                                       |                                             |                                             |                                             |                                              |                                             |                                             |                                             |                                             |
| Die letzte Trainingseinheit, sowie die Miller Lite Pit Stop Challenge am 23. Mai fielen wegen Regens aus. |                                             |                                             |                                             |                                              |                                             |                                             |                                             |                                             |

## Startaufstellung
| Reihe               | Innen | Innen                 | Mitte | Mitte                | Außen | Außen            |
| ------------------- | ----- | --------------------- | ----- | -------------------- | ----- | ---------------- |
| 1                   | 9     | Scott Dixon           | 10    | Dan Wheldon (G)      | 6     | Ryan Briscoe     |
| 2                   | 3     | Hélio Castroneves (G) | 7     | Danica Patrick       | 11    | Tony Kanaan      |
| 3                   | 26    | Marco Andretti        | 4T    | Vítor Meira          | 27    | Hideki Mutoh (R) |
| 4                   | 20    | Ed Carpenter          | 12    | Tomas Scheckter      | 99    | Townsend Bell    |
| 5                   | 06    | Graham Rahal (R)      | 14    | Darren Manning       | 18    | Bruno Junqueira  |
| 6                   | 02    | Justin Wilson (R)     | 15    | Buddy Rice (G)       | 22    | Davey Hamilton   |
| 7                   | 16    | Alex Lloyd (R)        | 17T   | Ryan Hunter-Reay (R) | 24    | John Andretti    |
| 8                   | 67    | Sarah Fisher          | 8     | Will Power (R)       | 41    | Jeff Simmons     |
| 9                   | 5     | Oriol Servià (R)      | 33    | Ernesto Viso (R)     | 23    | Milka Duno       |
| 10                  | 19    | Mario Moraes (R)      | 36    | Enrique Bernoldi (R) | 34    | Jaime Camara (R) |
| 11                  | 2     | A. J. Foyt IV         | 91    | Buddy Lazier (G)     | 25    | Marty Roth       |
| Offizieller Bericht |       |                       |       |                      |       |                  |

Nicht qualifiziert haben sich Mario Domínguez (#96, Pacific Coast Motorsports) und Roger Yasukawa (#98, Beck Motorsports). Max Papis (#44, Sam Schmidt Motorsports) und Phil Giebler (#88, American Dream Motorsport) waren zwar beim Training vor Ort, haben aber keinen Qualifikationsversuch unternommen. #44 war in allen Trainings deutlich zu langsam, #88 hatte einen Unfall im freien Training.
- (G) = Ehemaliger Indianapolis-500-Gewinner
- (R) = Indianapolis-500-Rookie

## Rennen

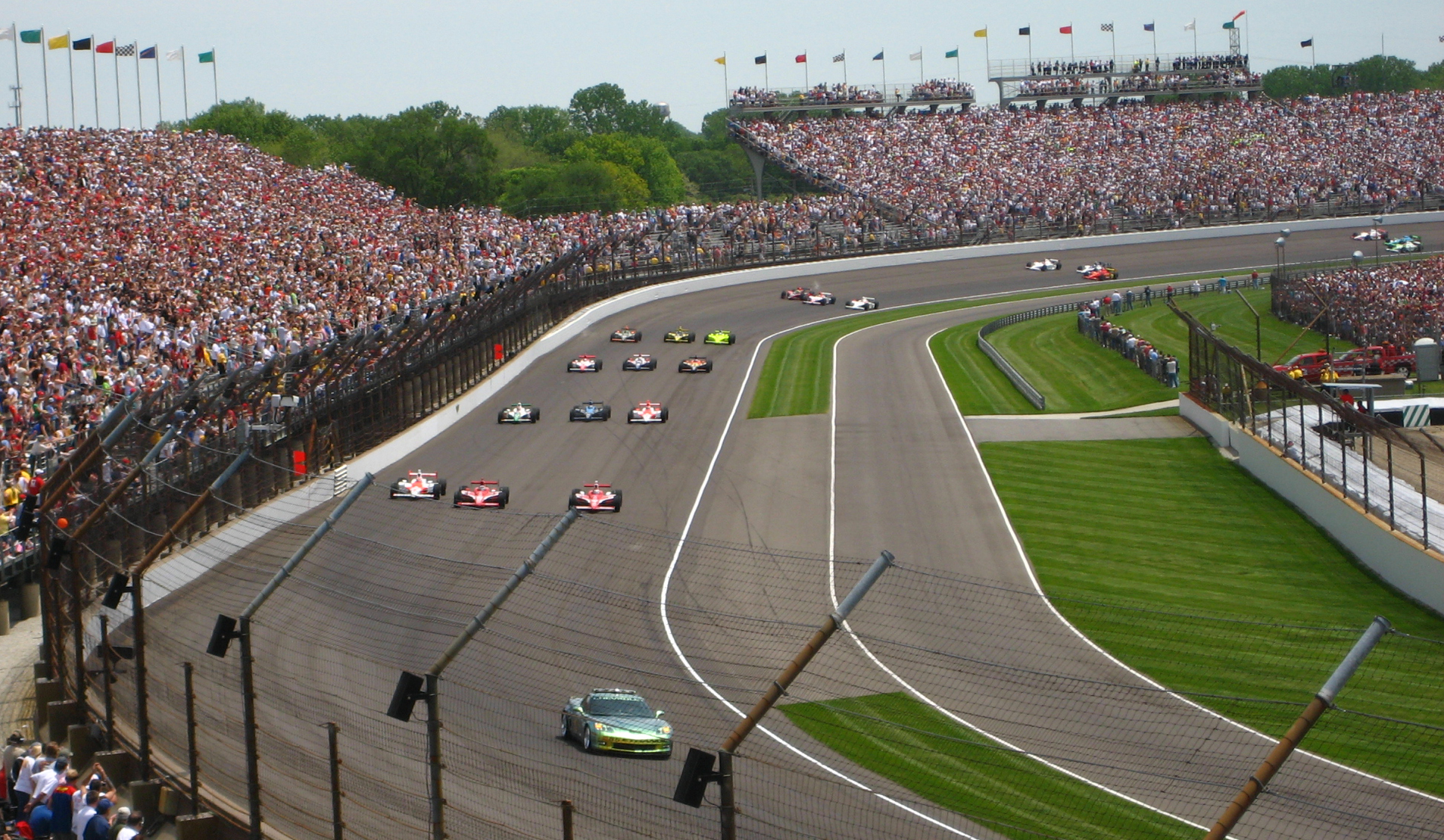
Rennstart beim Indianapolis 500 2008

Wie erwartet führten zu Beginn Scott Dixon und Dan Wheldon das Rennen an. Bereits in der achten Runde kam es zur ersten Gelbphase wegen eines abgefallenen Außenspiegels bei Bruno Junqueira. Das vordere Feld nutzte die Gelegenheit für den ersten Boxenstopp. Bei A. J. Foyt IV kam es während der Gelbphase in der Boxengasse zu einem Feuer am Wagen, verletzt wurde niemand. Die nächsten Gelbphasen wurden in Runde 50 und 80 ausgerufen. Die Führung bestimmten weiterhin die Ganassi-Piloten. In Runde 94 erlangte Tony Kanaan wie bei jedem seiner bisherigen Indy-500-Starts die Führung. Ebenfalls wie bei jeder seiner Teilnahmen am traditionsreichsten Rundstrecken-Autorennen der Welt verlor er diese auch wieder. In Runde 106 führte dann wieder Scott Dixon, vor Marco Andretti. Bei Andrettis Überholmanöver verlor Kanaan die Kontrolle über seinen Wagen und sammelte noch Sarah Fisher ein. In Runde 122 führte Andretti vor Dixon, Scheckter, Meira und Ryan Hunter-Reay. Die siebte Gelbphase löste Alex Lloyd aus, der in die Mauer abflog und dann in die Boxengasse schlitterte, wo sich zu diesem Zeitpunkt niemand aufhielt. In Runde 169 von 200 löste Milka Duno mit Fremdverschulden die letzte Rennunterbrechung aus. Danica Patrick nutzte die Gelegenheit, um einen Boxenstopp abzuhalten. Bei der Ausfahrt von der Boxengasse kam Ryan Briscoe ins Rutschen, was Patrick keinen Platz zum Ausweichen ließ. Der Kontakt verursachte eine gebrochene Radaufhängung bei Sympathieträgerin Danica Patrick. Folglich schied sie sichtlich verärgert aus dem Rennen aus, aber auch Briscoe konnte das Rennen nicht fortsetzen. Nach einem chaotischen Restart waren noch 24 Runden zu fahren, die Dixon gefolgt von Vítor Meira allesamt anführte.
| Platz | Start | Unterschied | Wagen- Nr. | Fahrer               | Runden | Zeit               | Team                                         | Punkte |
| ----- | ----- | ----------- | ---------- | -------------------- | ------ | ------------------ | -------------------------------------------- | ------ |
| 1     | 1     | 0           | 9          | Scott Dixon          | 200    | 3:28:57,6792 h     | Target Chip Ganassi                          | 50+3   |
| 2     | 8     | +6          | 4          | Vítor Meira          | 200    | +1,7498 s          | Panther Racing                               | 40     |
| 3     | 7     | +4          | 26         | Marco Andretti       | 200    | +2,3127 s          | Andretti Green Racing                        | 35     |
| 4     | 4     | 0           | 3          | Hélio Castroneves    | 200    | +6,2619 s          | Penske Racing                                | 32     |
| 5     | 10    | +5          | 20         | Ed Carpenter         | 200    | +6,5505 s          | Vision Racing                                | 30     |
| 6     | 20    | +14         | 17         | Ryan Hunter-Reay (R) | 200    | +6,9894 s          | Rahal Letterman Racing                       | 28     |
| 7     | 9     | +2          | 27         | Hideki Mutoh (R)     | 200    | +7.8768            | Andretti Green Racing                        | 26     |
| 8     | 17    | +9          | 15         | Buddy Rice           | 200    | +8,8798 s          | Dreyer & Reinbold Racing                     | 24     |
| 9     | 14    | +5          | 14         | Darren Manning       | 200    | +9,2019 s          | A. J. Foyt Enterprises                       | 22     |
| 10    | 12    | +2          | 99         | Townsend Bell        | 200    | +9,4567 s          | Dreyer & Reinbold Racing                     | 20     |
| 11    | 25    | +14         | 5          | Oriol Servià (R)     | 200    | +22,4966 s         | KV Racing                                    | 19     |
| 12    | 2     | −10         | 10         | Dan Wheldon          | 200    | +30,7090 s         | Target Chip Ganassi                          | 18     |
| 13    | 23    | +10         | 8          | Will Power (R)       | 200    | +31,6666 s         | KV Racing                                    | 17     |
| 14    | 18    | +4          | 22         | Davey Hamilton       | 200    | +32,0084 s         | Vision Racing                                | 16     |
| 15    | 29    | +4          | 36         | Enrique Bernoldi (R) | 200    | +32,1075 s         | Conquest Racing                              | 15     |
| 16    | 21    | +5          | 24         | John Andretti        | 199    | +1 Runde           | Roth Racing                                  | 14     |
| 17    | 32    | +16         | 91         | Buddy Lazier         | 195    | +5 Runden          | Hemelgarn Racing                             | 13     |
| 18    | 28    | +10         | 19         | Mario Moraes (R)     | 194    | +6 Runden          | Dale Coyne Racing                            | 12     |
| 19    | 27    | +8          | 23         | Milka Duno           | 185    | +15 Runden         | Dreyer & Reinbold Racing                     | 12     |
| 20    | 15    | −5          | 18         | Bruno Junqueira      | 184    | +16 Runden         | Dale Coyne Racing                            | 12     |
| 21    | 31    | +10         | 2          | A. J. Foyt IV        | 180    | +20 Runden         | Vision Racing                                | 12     |
| 22    | 5     | −17         | 7          | Danica Patrick       | 171    | Unfall             | Andretti Green Racing                        | 12     |
| 23    | 3     | −20         | 6          | Ryan Briscoe         | 171    | Unfall             | Penske Racing                                | 12     |
| 24    | 11    | −13         | 12         | Tomas Scheckter      | 156    | technischer Defekt | Luczo Dragon Racing                          | 12     |
| 25    | 19    | −1          | 16         | Alex Lloyd (R)       | 151    | Unfall             | Rahal Letterman Racing w/Target Chip Ganassi | 10     |
| 26    | 26    | 0           | 33         | EJ Viso (R)          | 139    | technischer Defekt | HVM Racing                                   | 10     |
| 27    | 16    | −9          | 02         | Justin Wilson (R)    | 132    | Unfall             | Newman/Haas/Lanigan Racing                   | 10     |
| 28    | 24    | −4          | 41         | Jeff Simmons         | 112    | Unfall             | A. J. Foyt Racing                            | 10     |
| 29    | 6     | −23         | 11         | Tony Kanaan          | 105    | Unfall             | Andretti Green Racing                        | 10     |
| 30    | 22    | −8          | 67         | Sarah Fisher         | 103    | Unfall             | Sarah Fisher Racing                          | 10     |
| 31    | 30    | −1          | 34         | Jaime Camara (R)     | 79     | Unfall             | Conquest Racing                              | 10     |
| 32    | 33    | +1          | 25         | Marty Roth           | 59     | Unfall             | Roth Racing                                  | 10     |
| 33    | 13    | −20         | 06         | Graham Rahal (R)     | 36     | Unfall             | Newman/Haas/Lanigan Racing                   | 10     |